# Цветя за Алджърнън
„Цветя за Алджърнън“ е разказ от американския автор Даниел Кийс, по-късно разширен от него в роман и впоследствие адаптиран за филми и други медии. Разказът, написан през 1958 г. и публикуван за първи път в изданието от април 1959 г. на The Magazine of Fantasy &amp; Science Fiction, печели наградата „Хюго“ за най-добър разказ през 1960 г. Романът е публикуван през 1966 г. и е съвместен носител на наградата „Небюла“ за най-добър роман за тази година (заедно с „Вавилон 17“).
Сюжет
Алджърнън е лабораторна мишка, която е претърпяла операция за повишаване на интелигентността си. Историята е разказана от поредица от доклади за напредъка, написани от Чарли Гордън, първият човешки обект на операцията, и засяга етични и морални теми като лечението на хора с умствени увреждания.
Въпреки че в Съединените щати и Канада многократно е искано премахването на книгата от библиотеките, понякога успешно, тя често се преподава в училища по целия свят и е адаптирана много пъти за телевизия, театър, радио и др., включително филмът „Чарли“ – носител на награда на Академията. 

## Стил
И романът, и разказът са написани в епистоларен стил, обединявайки личните „доклади за напредъка“ на Чарли от няколко дни преди операцията до връщането му към първоначалното му състояние почти пет месеца по-късно. Първоначално докладите са пълни с елементарни правописни грешки и неудобно построени изречения. Историята е разказана от гледната точка на Чарли, от първо лице единствено число, което позволява на читателя да вижда през очите на Чарли и да чува всяка негова мисъл. Кийс споделя важността на това в мемоарите си: „Това трябваше да бъде разказано от гледната точка на Чарли. Трябваше да е от първо лице, основен ъгъл на героя – в съзнанието на Чарли и през очите на Чарли през целия път.“ Чарли първоначално е ненадежден разказвач, който представя историята през незрял мироглед. Липсата му на интелигентност компрометира способността му да разбира света около себе си. Това води до драматична ирония, тъй като читателите често са по-наясно със ситуацията на Чарли, отколкото той.
След операцията обаче докладите започват да показват забележими подобрения в правописа, граматиката, пунктуацията и дикцията, което показва повишаване на неговата интелигентност. Докато интелигентността му се подобрява, възприятието на Чарли се разширява и той осъзнава, че нещата са напълно различни, отколкото ги е възприемал. Информираността на Чарли нараства, за да достигне тази на читателя и бързо я надминава. Това го превръща в надежден разказвач, способен да предостави цялата подходяща информация точно.
Регресията на Чарли се изразява в загубата на тези умения. На края Чарли се връща към състояние на ненадеждност; способността му да разказва точно събития е намалена от регресията. Полярните разлики в стила на писане подчертават промените, които Чарли преживява от операцията и развитието на персонажа.

## Теми
Важни теми в „Цветя за Алджърнън“ включват отношението към хората с умствени увреждания, въздействието на конфликта между интелекта и емоциите върху щастието, и как събитията от миналото могат да повлияят на човек по-късно в живота. „Цветя за Алджърнън“ е пример за история, която включва научнофантастичната тема за усъвършенстването.

## Прием
Алгис Будрис от Galaxy Science Fiction хвали „Цветя за Алджърнън“ за реалистичното изобразяване на хората като „завършени персонажи“. Заявявайки през август 1966 г., че Кийс е публикувал малко художествена литература и не се знае дали ще публикува повече, той заключава: „Ако това е начало, тогава какво начало,а ако е върховата точка в една много кратка кариера, тогава каквакариера“. През февруари 1967 г. Будрис обявява книгата за най-добрия роман на годината.

### Награди
Оригиналният разказ печели наградата „Хюго“ за най-добър разказ през 1960 г. Разширеният роман е съвместен носител на наградата „Небюла“ за най-добър роман през 1966 г., заедно с „Вавилон 17“ от Самюъл Дилейни и е номиниран за наградата „Хюго“ за най-добър роман през 1967 г., губейки от „Луната е наставница сурова“ на Робърт Хайнлайн.
В края на 60-те години на ХХ век организацията на писателите на научна фантастика на Америка (SFWA) решават да дадат наградите „Небюла“ със задна дата и гласуват за любимите си фантастични истории от епохата, завършваща на 31 декември 1964 г. (преди наградата „Небюла“ да бъде замислена). Версията на краткия разказ на „Цветя за Алджърнън“ е поставена трета от 132 номинирани и е публикувана в Залата на славата на научната фантастика, том първи, 1929–1964 през 1970 г. Кийс е избран за почетен автор на SFWA през 2000 г. за значителен принос към научната фантастика и фентъзито, главно заради „Цветя за Алджърнън“.

### Литературна критика
Като роман, „Цветя за Алджърнън“ се смята за изпреварил времето си. Критикът Майк Райдър го описва като „сложен и дълбоко вълнуващ роман, който активно се занимава с биополитически концепции и аморфни субективности, смесвайки човека, животното и машината“, свързвайки романа с философията на Жил Дельоз и Джорджо Агамбен.

## Адаптации
„Цветя за Алджърнън“ е адаптиран многократно за различни медии, включително сцена, екран и радио. Тези адаптации включват:
- „Двата свята на Чарли Гордън“ – епизод от 1961 г. на телевизионната драма The United States Steel Hour, с участието на Клиф Робъртсън.[22][23]
- „Чарли“ – филм от 1968 г., също с участието на Клиф Робъртсън, за който той печели Оскар за най-добър актьор.[22][24]
- Entaha El-Dars Ya Ghabi („Урокът свърши, глупако“) – театрална пиеса от 1975 г. на египетския актьор Мохамед Собхи.
- „Цветя за Алджърнън“ – театрална пиеса от 1969 г. на Дейвид Роджърс.[22][25]
- „Чарли и Алджърнън“ – сценичен мюзикъл от 1978 г. на Дейвид Роджърс и Чарлз Строус.[22][26][27]
- „Странно чувство“ – рок опера от 1979 г. на Тони Банкс.[28]
- „Цветя за Алджърнън“ – радио пиеса от 1991 г. за BBC Radio 4 с участието на Том Кортни.[29]
- „Н-тата степен“ – епизод от 1991 г. на телевизионния сериал „Стар Трек: Следващото поколение“.
- „Цветя за Алджърнън“ – телевизионен филм от 2000 г., с участието на Матю Модайн.
- HOMR – eпизод от 2001 г. на телевизионния сериал „Семейство Симпсън“.
- „Цветя за Хобс“ – епизод от 2001 г. на телевизионния сериал „Невидимият човек“.
- „Цветя за Рино“ – комикс за Спайдърмен от 2001 г., от Питър Милиган и Дънкан Фрегредо.
- Algernon ni Hanataba о – японска драма от 2002 г.,  за Fuji Television, с участието на Юсуке Сантамария.
- Des fleurs pour Algernon – френски телевизионен филм от 2006 г.
- Епизод от 2013 г. на телевизионния сериал „Във Филаделфия винаги е слънчево“, „ Цветя за Чарли “.
- Algernon ni Hanataba о – японска драма от 2015 г.,  за Токио Броудкастинг Систъм, с участието на Ямашита Томохиса и Чиаки Курияма.

Още сценични и радио адаптации са създадени във Франция (1982), Ирландия (1983), Австралия (1984), Полша (1985), Япония (1987, 1990) и Чехословакия (1988).

## В България
Разказът е публикуван в списание „Наука и техника за младежта“, броеве 4,5/1969 г. под името „Цветя за Олджернън“.

Романът „Цветя за Алджърнън“ е издаден за първи път в България от ИК „Кибеа“ през 1997 г. (ISBN).